# رومان زوبنين
رومان سيرغييفيتش زوبنين (بالروسية: Роман Сергеевич Зобнин)‏ (من مواليد 11 فبراير 1994) هو لاعب كرة قدم محترف روسي يلعب حاليا كلاعب خط وسط مركزي لسبارتاك موسكو.
في 11 مايو 2018، تم ضمه إلى تشكيلة روسيا الموسعة في كأس العالم 2018. في 3 يونيو 2018، أدرج في التشكيلة النهائية لكأس العالم.

## وصلات خارجية
- رومان زوبنين على موقع الاتحاد الأوربي (الإنجليزية)
- رومان زوبنين على موقع قاعدة بيانات كرة القدم.إي يو (الإنجليزية)
- رومان زوبنين على موقع ناشيونال فوتبول تيمز (الإنجليزية)
- رومان زوبنين على موقع Soccerway.com (الإنجليزية)
- رومان زوبنين على موقع AS.com (الإسبانية)